# Muhammad Morszi
Muhammad Morszi (magyaros átírásban Mohamed Murszi, arabul محمد محمد مرسى عيسى العياط, Muḥammad Muḥammad Mursī ʿĪsā al-ʿAyyāṭ; el-Adva, 1951. augusztus 8. – Kairó, 2019. június 17.) egyiptomi politikus, 2012. június 30-tól 2013. július 3-ig Egyiptom elnöke.

## Életpályája
Morszi hazájában végezte iskoláit, később az egyiptomi kormány ösztöndíjban részesítette, hogy doktori (PhD) képzését az Egyesült Államokban folytathassa. 2000 és 2005 között az alsóház tagja volt, és prominens képviselője a Muszlim Testvériségnek. A 2011-es nílusi forradalom után alapító elnöke lett az iszlamista Szabadság és Igazságosság Pártjának, amely szorosan kötődik a Testvériséghez. A 2012-es elnökválasztáson a párt jelöltjeként indult.

## Elnöksége
2012. június 24-én a választási bizottság bejelentette, hogy Murszi megnyerte az elnökválasztást, ezzel ő lett az ország történetének első demokratikusan megválasztott államfője. Legfőbb ellenfele Ahmad Safík volt, Hoszni Mubárak rendszerének utolsó miniszterelnöke. A hivatalos számadatok szerint Morszi a szavazatok 51,7%-át szerezte meg, míg ellenfele 48,3%-ot kapott. A választások előtt tett ígéretéhez híven Morszi megválasztása után lemondott pártelnöki pozíciójáról.
2012 novemberében ideiglenes jelleggel teljhatalommal ruházta fel az elnöki pozíciót a „nemzet védelme” érdekében, amelynek következtében széles körű tüntetések kezdődtek a hatalma ellen. A bírói hatalmi ág szerepét szintén korlátozta a jogalkotásban.

## Bukása
2013. június 30-án, Morszi beiktatásának első évfordulóján Egyiptom-szerte sosem látott arányú tüntetések kezdődtek az elnök és kormányzata ellen. Július 1-jén Abd el-Fattáh esz-Szíszi altábornagy, védelmi miniszter a hadsereg nevében 48 órás ultimátumot adott a tüntetők igényeinek kielégítésére, ellenkező esetben beavatkozással fenyegetve. Morszi visszautasította, hogy engedményeket tegyen a politikába avatkozó katonaságnak, így július 3-án megbuktatták és házi őrizetbe helyezték, bejelentve elnökségének végét és az alkotmány felfüggesztését. Másnap az alkotmánybíróság elnökét, Adli Manszúrt iktatták be az elnökségbe, akinek legitimitását Morszi és hívei tagadják. Az elnök letartóztatását követő napokban számos munkatársát és követőjét is elfogták, miközben a folytatódó tüntetések mellett Morszi-párti ellentüntetések is kialakultak véres összecsapásokba torkollva.
Egyes vélemények szerint valójában nem politikai, hanem gazdasági okokból mozdították el az államfőt: Egyiptomban a gazdaság jelentős része a hadsereg érdekkörébe tartozik, és Morszi kihagyta őket az egyik legnagyobb helyi infrastrukturális beruházásból, a Szuezi-csatorna bővítéséből.

## Perek
A külügyminisztérium július 10-én bejelentette, hogy Morszi egy közelebbről meg nem jelölt, biztos helyen van, amit nem hagyhat el, részben saját biztonsága érdekében. A bejelentés szerint vádemelés nem történt ellene, és a legnagyobb tiszteletadással bánnak vele. Szeptember 1-jén mégis per kezdődött ellene, 2013 decemberében egy másik, 2014 januárjában pedig egy harmadik. Az első perben 2015 áprilisában hivatali hatalommal való visszaélés, valamint békés tüntetők megkínzása miatt húsz év szigorított börtönbüntetésre ítélték, a másodikban kémkedés és külföldi csoportokkal való terrorista összeesküvés miatt 2015 júniusában életfogytiglani börtönbüntetésre, a harmadikban pedig 2015 májusában börtönkitörés miatt halálra. Morszi minden perben elutasította a bíróságok joghatóságát.

## Halála
2019. június 17-én egy a Hamász részére való kémkedés vádjával folyó per egyik tárgyalása közben rosszul lett és nem sokkal később meghalt. Halála előtt arról beszélt, hogy számos titkot tud az ország nemzetbiztonságáról, amelyek felfedése szabadulását jelenthetnék. Korábbi egészségi állapotáról szinte semmit sem lehetett tudni, mivel az orvosok és ügyvédek látogatását a hatóságok megtagadták, fogva tartásának körülményei pedig a dél-kairói Tora börtönben nemzetközi mércével mérve nem voltak megfelelőek.